# Campeonato Argentino de Futebol de 1899
O Campeonato Argentino de Futebol de 1899, originalmente denominado Championship Cup 1899, foi o oitavo torneio da Primeira Divisão do futebol argentino e o sétimo organizado pela Argentine Association Football League. O certame foi disputado em dois turnos de todos contra todos, entre 25 de maio e 9 de setembro de 1899. O Belgrano Athletic conquistou o seu primeiro título de campeão argentino.

## Afiliações e desfiliações
| Equipes incorporadas |
| -------------------- |
| Não houve            |

| Pos | Equipes relegadas na temporada de 1898 |
| --- | -------------------------------------- |
| Des | United Banks                           |
| Des | Palermo Athletic                       |
| Ret | Banfield Athletic                      |

## Classificação final
| Pos | Equipes           | Pts | J | V | E | D | GM | GS | SG |
| --- | ----------------- | --- | - | - | - | - | -- | -- | -- |
| 1.  | Belgrano Athletic | 11  | 6 | 5 | 1 | 0 | 10 | 2  | +8 |
| 2.  | Lobos Athletic    | 9   | 4 | 4 | 1 | 1 | 4  | 2  | +2 |
| 3.  | Lomas Athletic    | 3   | 4 | 1 | 1 | 4 | 2  | 8  | -6 |
| 4.  | Lanús Athletic    | 1   | 4 | 0 | 1 | 5 | 1  | 3  | -4 |

## Premiação
| Campeonato Argentino de Futebol de 1899 |
| --------------------------------------- |
| Belgrano Athletic Campeão (1° título)   |

## Desfiliações e afiliações
Com o Lobos Athletic eliminado por razões de distância e o Lanús Athletic desfiliado, seus lugares para o torneio de 1900 foram ocupados por English High School Athletic Club e Quilmes. Sendo assim, não houve alteração do número de participantes.

## Bibliografía
- Estévez, Diego (2010). 38 Campeones del fútbol argentino 1891-2010. [S.l.]: Ediciones Continente. ISBN 978-950-754-301-2